# جبريل جيرارد
جبريل جيرارد هو سياسي كندي، ولد في 14 سبتمبر 1935، وتوفي في 4 فبراير 2006 في وينيبيغ في كندا. حزبياً، نشط في Progressive Conservative Party of Manitoba ‏.